# Кантрі-Сентер (Вірджинія)
Кантрі-Сентер (англ. County Center) — переписна місцевість (CDP) в США, в окрузі Принс-Вільям штату Вірджинія. Населення — 3787 осіб (2020).

## Географія
Кантрі-Сентер розташоване за координатами 38°41′32″ пн. ш. 77°21′16″ зх. д. / 38.69222° пн. ш. 77.35444° зх. д. (38.692166, -77.354473).  За даними Бюро перепису населення США в 2010 році переписна місцевість мала площу 5,26 км², з яких 5,24 км² — суходіл та 0,02 км² — водойми.

## Демографія
Згідно з переписом 2010 року, у переписній місцевості мешкало 3270 осіб у 1107 домогосподарствах у складі 904 родин. Густота населення становила 622 особи/км².  Було 1137 помешкань (216/км²).
Расовий склад населення:
| - 47,7 % — білих - 33,3 % — чорних або афроамериканців - 9,6 % — азіатів - 0,1 % — вихідців з тихоокеанських островів - 0,1 % — корінних американців - 3,6 % — осіб інших рас |

До двох чи більше рас належало 5,5 %. Частка іспаномовних становила 11,7 % від усіх жителів.
За віковим діапазоном населення розподілялося таким чином: 31,7 % — особи молодші 18 років, 64,7 % — особи у віці 18—64 років, 3,6 % — особи у віці 65 років та старші. Медіана віку мешканця становила 31,7 року. На 100 осіб жіночої статі у переписній місцевості припадало 85,7 чоловіків;  на 100 жінок у віці від 18 років та старших — 82,2 чоловіків також старших 18 років.
Середній дохід на одне домашнє господарство  становив 132 118 доларів США (медіана — 98 482), а середній дохід на одну сім'ю — 153 196 доларів (медіана — 121 701). Медіана доходів становила 101 409 доларів для чоловіків та 58 190 доларів для жінок. За межею бідності перебувало 6,1 % осіб, у тому числі 13,9 % дітей у віці до 18 років та 9,0 % осіб у віці 65 років та старших.
Цивільне працевлаштоване населення становило 1278 осіб. Основні галузі зайнятості: науковці, спеціалісти, менеджери — 25,9 %, публічна адміністрація — 25,8 %, освіта, охорона здоров'я та соціальна допомога — 16,7 %.